# Крежбинац
Крежбинац је насеље у Србији у општини Параћин у Поморавском округу. Према попису из 2022. било је 376 становника.
Овде се налази Запис Јанковића храст (Крежбинац).
У Крежбинцу постоји само четворогодишња основна школа, а ученици од петог до осмог разреда похађају школе у Бусиловцу и Сикирици.

## Демографија
У насељу Крежбинац живи 438 пунолетних становника, а просечна старост становништва износи 43,1 година (41,1 код мушкараца и 45,2 код жена). У насељу има 166 домаћинстава, а просечан број чланова по домаћинству је 3,30.
Ово насеље је великим делом насељено Србима (према попису из 2002. године), а у последња три пописа, примећен је пад у броју становника.
|  |

| Демографија | Демографија | Демографија |
| Година      | Становника  | Становника  |
| ----------- | ----------- | ----------- |
| 1948.       | 791         |             |
| 1953.       | 824         |             |
| 1961.       | 803         |             |
| 1971.       | 733         |             |
| 1981.       | 649         |             |
| 1991.       | 579         | 573         |
| 2002.       | 547         | 568         |

| Етнички састав према попису из 2002.‍ | Етнички састав према попису из 2002.‍ | Етнички састав према попису из 2002.‍ | Етнички састав према попису из 2002.‍ | Етнички састав према попису из 2002.‍ |
| ------------------------------------ | ------------------------------------ | ------------------------------------ | ------------------------------------ | ------------------------------------ |
|                                      |                                      |                                      |                                      |                                      |
| Срби                                 | Срби                                 |                                      | 545                                  | 99,63%                               |
| Македонци                            | Македонци                            |                                      | 1                                    | 0,18%                                |
| непознато                            | непознато                            |                                      | 1                                    | 0,18%                                |

| Година пописа     | 1948. | 1953. | 1961. | 1971. | 1981. | 1991. | 2002. |
| ----------------- | ----- | ----- | ----- | ----- | ----- | ----- | ----- |
| Број домаћинстава | 154   | 161   | 165   | 166   | 159   | 150   | 166   |

| Број чланова      | 1  | 2  | 3  | 4  | 5  | 6  | 7 | 8 | 9 | 10 и више | Просек |
| ----------------- | -- | -- | -- | -- | -- | -- | - | - | - | --------- | ------ |
| Број домаћинстава | 26 | 46 | 25 | 29 | 16 | 13 | 9 | 1 | 1 | 0         | 3,30   |

| Пол    | Укупно | Неожењен/Неудата | Ожењен/Удата | Удовац/Удовица | Разведен/Разведена | Непознато |
| ------ | ------ | ---------------- | ------------ | -------------- | ------------------ | --------- |
| Мушки  | 233    | 57               | 149          | 21             | 6                  | 0         |
| Женски | 219    | 24               | 148          | 42             | 4                  | 1         |
| УКУПНО | 452    | 81               | 297          | 63             | 10                 | 1         |

| Пол    | Укупно                    | Пољопривреда, лов и шумарство | Рибарство                            | Вађење руде и камена | Прерађивачка индустрија       |
| ------ | ------------------------- | ----------------------------- | ------------------------------------ | -------------------- | ----------------------------- |
| Мушки  | 120                       | 39                            | 0                                    | 0                    | 40                            |
| Женски | 87                        | 50                            | 0                                    | 0                    | 17                            |
| УКУПНО | 207                       | 89                            | 0                                    | 0                    | 57                            |
| Пол    | Производња и снабдевање   | Грађевинарство                | Трговина                             | Хотели и ресторани   | Саобраћај, складиштење и везе |
| Мушки  | 1                         | 6                             | 16                                   | 3                    | 6                             |
| Женски | 0                         | 2                             | 8                                    | 2                    | 1                             |
| УКУПНО | 1                         | 8                             | 24                                   | 5                    | 7                             |
| Пол    | Финансијско посредовање   | Некретнине                    | Државна управа и одбрана             | Образовање           | Здравствени и социјални рад   |
| Мушки  | 0                         | 1                             | 4                                    | 2                    | 0                             |
| Женски | 0                         | 0                             | 1                                    | 3                    | 3                             |
| УКУПНО | 0                         | 1                             | 5                                    | 5                    | 3                             |
| Пол    | Остале услужне активности | Приватна домаћинства          | Екстериторијалне организације и тела | Непознато            | Непознато                     |
| Мушки  | 2                         | 0                             | 0                                    | 0                    | 0                             |
| Женски | 0                         | 0                             | 0                                    | 0                    | 0                             |
| УКУПНО | 2                         | 0                             | 0                                    | 0                    | 0                             |